# Syntax Error
För det datavetenskapliga felmeddelandet, se Syntax error
Syntax Error var ett radioprogram som sändes på Sveriges Radio P3, som ett inslag i radioprogrammet Frank på tisdagarna. Namnet kommer från ett klassiskt felmeddelande på Commodore 64. Radioprogrammet fokuserade på musik från TV- och datorspel, men spelade även annan musik som inte vanligtvis spelades i mainstreamradio. Programmet sändes mellan februari 2001 och hösten 2003. Under denna tid hade showens upphovsman och programledare, Thomas "Sol" Sunhede producerat 100 avsnitt av Syntax Error tillsammans med sin medarbetare HirO och maskoten Chip. Den 19 januari 2007 sändes det 101:a avsnittet tillägnat alla fans i samband med att programmet Frank gick i graven.

## Historia
Under 2000 kunde privatpersoner skicka in förslag på inslag de själva ville göra till programmet Frank. Thomas Sunhede gjorde detta. Han skrev till P3 och berättade att han ville göra ett inslag med musik från Commodore 64 och Amiga. P3 tyckte att det verkade vara en bra idé och gav honom klartecken. Den 17 maj 2000 sändes då, för första gången någonsin, musik från TV- och datorspel i svensk radio. Efter programmet, där Sunhede bland annat berättade om chippet MOS 6581, fick P3 mycket positiv respons. Programmet döptes då om till M-P3. I februari 2001 bestämde sig P3 att anlita Sunhede som frilansare och han fick sitt eget stående inslag i Frank, nämligen Syntax Error som sändes varje vecka.

## Media

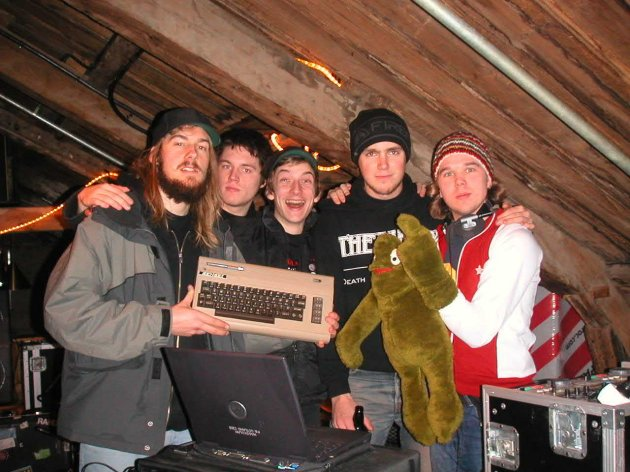
Syntax v.s. Totalt Jävla Mörker.

Syntax Error dök upp i flera tidningar och andra medier på 2000-talet.
- Syntax Error i Aftonbladet Puls
- Syntax Error i ungdomstidningen Chili
- Syntax Error i tidningen Manual
- Syntax Error i Dagens Nyheter
- Syntax Error i Preview '02
- Super Play
- Ny Teknik

Dessutom skrev PM en artikel som hamnade i bl.a. Nordvästra Skånes Tidningar, Sundsvalls Tidning, Kristianstadsbladet Ystads Tidning och Metro.
TV och radio har också uppmärksammat programmet och huvudpersonen i flera program.
- Musikbyrån på SVT 2001
- Östnytt på SVT 2002
- Samantha på ZTV
- Kulturen i Gotlands P4 2002
- P3 Kultur i Sveriges Radio P3 2010

Sunhede har även medverkat i diverse intervjuer för små lokala kanaler och studentradio.

## Musik
Jinglarna till M-P3 och Syntax Error skapades av Anders "Dentoid" Stenberg.